# Chameleon (Helloween)
Chameleon, prodotto nel 1993 dalla EMI, è il quinto album del gruppo tedesco heavy metal Helloween.

## Tracce
1. First Time (Weikath)  – 5:30
2. When The Sinner (Kiske)  – 6:54
3. I Don't Wanna Cry No More (Grapow)  – 5:11
4. Crazy Cat (Grapow)  – 3:29
5. Giants (Weikath)  – 6:40
6. Windmill (Weikath)  – 5:06
7. Revolution Now (Weikath)  – 8:04
8. In The Night (Kiske)  – 5:38
9. Music (Grapow)  – 7:00
10. Step Out Of Hell (Grapow)  – 4:25
11. I Believe (Kiske)  – 9:12
12. Longing (Kiske)  – 4:15

## Expanded Edition Bonus Tracks
1. I Don't Care You Don't Care
2. Oriental Journey
3. Cut in the Middle
4. Introduction
5. Get Me out of Here
6. Red Socks and the Smell of Trees
7. Ain't Got Nothing Better
8. Windmill (demo version)

## Formazione
- Michael Kiske - voce
- Roland Grapow - chitarra
- Michael Weikath - chitarra
- Markus Großkopf - basso
- Ingo Schwichtenberg - batteria